# Monaco au Concours Eurovision de la chanson 1972
Monaco a participé au Concours Eurovision de la chanson 1972 le 25 mars à Édimbourg. C'est la 14e participation monégasque au Concours Eurovision de la chanson.
Le pays est représenté par le duo Anne-Marie Godart et Peter McLane et la chanson Comme on s'aime, sélectionnés en interne par Télé Monte-Carlo.

## Sélection
Le radiodiffuseur monégasque, Télé Monte-Carlo (TMC), choisit l'artiste et la chanson en interne pour représenter Monaco au Concours Eurovision de la chanson 1972.
Lors de cette sélection, c'est la chanson Comme on s'aime, écrite par Jean Dréjac, composée par Raymond Bernard et interprétée par le duo français d'Anne-Marie Godart et Peter McLane, qui fut choisie, avec le compositeur de la chanson comme chef d'orchestre.
| Ordre | Artiste                           | Chanson         | Langue   |
| ----- | --------------------------------- | --------------- | -------- |
| 1     | Anne-Marie Godart et Peter McLane | Comme on s'aime | Français |

## À l'Eurovision
Chaque pays a un jury de deux personnes. Chaque juré attribue entre 1 et 5 points à chaque chanson.

### Points attribués par Monaco
| 9 points | Royaume-Uni Yougoslavie                  |
| 8 points | Allemagne Espagne                        |
| 7 points | Luxembourg                               |
| 6 points | France Italie Suisse                     |
| 5 points | Autriche Finlande Irlande Pays-Bas Suède |
| 4 points | Belgique Norvège Portugal                |
| 3 points | Malte                                    |

### Points attribués à Monaco
| 10 points                                   | 9 points                                                    | 8 points                                       | 7 points            | 6 points  |
| ------------------------------------------- | ----------------------------------------------------------- | ---------------------------------------------- | ------------------- | --------- |
|                                             |                                                             |                                                |                     | - Norvège |
| 5 points                                    | 4 points                                                    | 3 points                                       | 2 points            |           |
| - Finlande - Malte - Pays-Bas - Royaume-Uni | - Allemagne - Belgique - Irlande - Luxembourg - Yougoslavie | - Autriche - Espagne - France - Italie - Suède | - Portugal - Suisse |           |

Anne-Marie Godart et Peter McLane interprètent Comme on s'aime en 15e position, suivant la Suède et précédant la Belgique.
Au terme du vote final, Monaco termine 16e sur les 18 pays participants, ayant reçu 65 points au total de la part de dix-sept pays différents,.